# Cadre-45/2-Weltmeisterschaft 1910

Veranstaltungsort: Paris

Die Cadre-45/2-Weltmeisterschaft 1910 war die achte FFB-Weltmeisterschaft, die bis 1947 im Cadre 45/2 und ab 1948 im Cadre 47/2 ausgetragen wurde. Das Turnier fand im Mai 1910 in der französischen Hauptstadt Paris statt.

## Geschichte
Die FFB änderte den Turniermodus für Weltmeisterschaften. Statt eines Turnieres mit mehreren Teilnehmern wurde ein Herausforderungsmatch beschlossen. 1910 forderte der Franzose Charles Faroux den amtierenden Weltmeister Pierre Sels in einem Match bis 1200 Punkte heraus. Gespielt wurden drei Abschnitte bis 400 Punkte. Der Endstand war 1200:1183 in 120 Aufnahmen für Sels.

## Turniermodus
Das Match wurde bis 1200 in drei Abschnitten bis 400 Punkte gespielt.
1. MP = Matchpunkte
2. GD = Generaldurchschnitt
3. HS = Höchstserie

## Abschlusstabelle

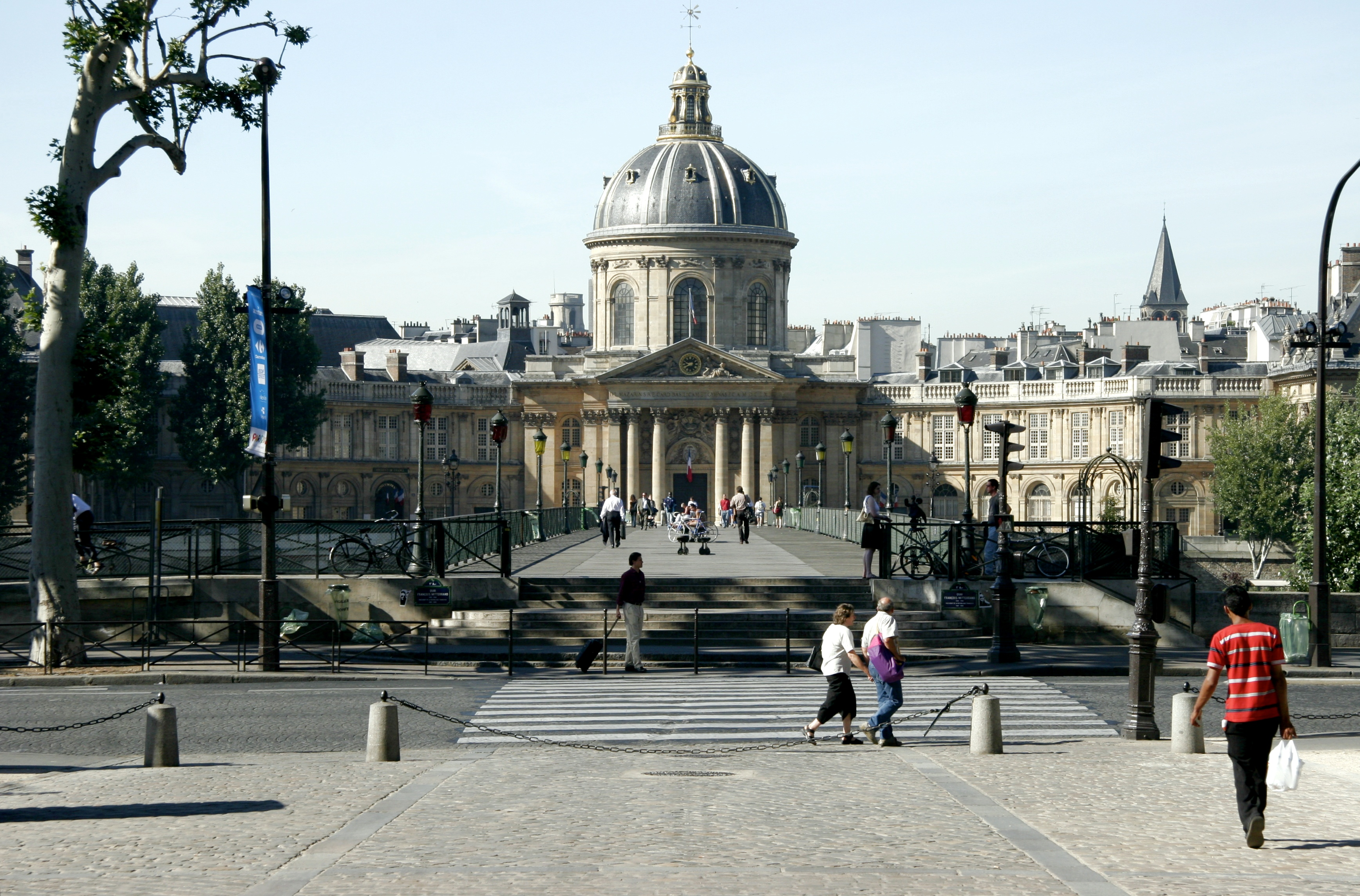
Der Sitz der Académie française in Paris

| MP    | Match Points (Sieger = 2; Unentschieden = 1; Verlierer = 0) |
| Pkte. | Erzielte Karambolagen                                       |
| Aufn. | Benötigte Versuche                                          |
| GD    | Generaldurchschnitt                                         |
| BED   | Bester Einzeldurchschnitt eines Spielers                    |
| HS    | Höchstserie                                                 |
|       | Bester GD des Turniers                                      |
|       | Bester ED des Turniers                                      |
|       | Beste HS des Turniers                                       |
|       | 1. Platz (Gold)                                             |
|       | 2. Platz (Silber)                                           |
|       | 3. Platz (Bronze)                                           |

| Platz | Name           | Pkte. | Aufn. | GD    |
| ----- | -------------- | ----- | ----- | ----- |
| 1     | Pierre Sels    | 1200  | 120   | 10,00 |
| 2     | Charles Faroux | 1183  | 120   | 9,85  |